# بني حديد (بني العوام)

تعديل مصدري - تعديل

بني حديد هي إحدى قرى عزلة قطعة الصرابي بمديرية بني العوام التابعة لمحافظة حجة، بلغ تعداد سكانها 509 نسمة حسب تعداد اليمن لعام 2004.